# Женщина в жёлтом
«Женщина в жёлтом» (также «Аурелия») — акварель английского художника-прерафаэлита Данте Габриэля Россетти, созданная в 1863 году. На данный момент работа находится в собрании галереи Тейт.
Натурщицей для акварели стала возлюбленная Уильяма Холмана Ханта Энни Миллер. В отличие от Холмана Ханта («Пробудившийся стыд»), Россетти изобразил более поэтичный и романтичный образ Энни, по манере сходный с работами живописцев эпохи Возрождения. «Женщину в жёлтом» можно отнести к группе портретов Россетти, где он изображает красоту тела — «Возлюбленная Фацио», «Леди Лилит», «Монна Ванна» и другие (в противовес красоте души). Позднее Энни Миллер позировала для Россетти для образа Елены Троянской.
Акварель принадлежит к периоду, когда Данте Габриэль Россетти исследовал цвет в качестве источника композиции произведения. Искусствовед Генри Марилльер назвал эту работу эффектным эскизом и особо отметил тонкие цветовые переходы на фоне акварели и волосах натурщицы.